# Ceratosolen namorokensis
Ceratosolen namorokensis is een vliesvleugelig insect uit de familie vijgenwespen (Agaonidae). De wetenschappelijke naam is voor het eerst geldig gepubliceerd in 1955 door Risbec.